# Ali Darassa

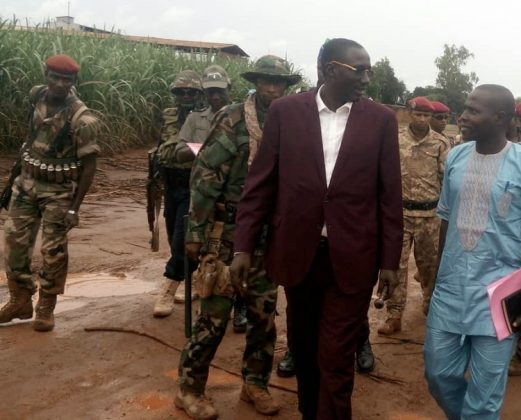
Ali Darassa (de terno roxo) cercado por seus homens em Ngakobo.

Ali Darassa Mahamat (nascido em 22 de setembro de 1978), também conhecido como Ali Nassaraza Darassa, Ali Daras e Ali Ndarass é um líder do grupo rebelde centro-africano União para a Paz na República Centro-Africana (UPC), que é dominante em torno de Bambari. Ele é da etnia fula e seu movimento armado é em grande parte constituído por esse grupo étnico.
Darassa era o braço direito do líder rebelde chadiano Abdel Kader Baba-Laddé e chefe de gabinete de seu movimento, a Frente Popular para a Recuperação, até Baba-Laddé abandonar sua luta armada em setembro de 2012.
Aderiu ao Séléka com seus homens e liderou a área de Bambari desde a tomada de poder pelos rebeldes em março de 2013.
Após a dissolução da Seleka, criou sua própria milícia em 25 de outubro de 2014, a União para a Paz na República Centro-Africana (UPC). Em 2015, seu grupo esteve frequentemente envolvido em confrontos com os anti-balakas.
A partir de novembro de 2016, outra facção da antiga Séléka, a Frente Popular para o Renascimento da República Centro-Africana (FPRC), aliou-se ao seu antigo inimigo, o anti-balaka, e atacou a UPC.. A luta deslocou 20.000 pessoas e foi de natureza étnica com a FPRC alvejando o povo fulani.  Ele é supostamente bem estudado em missões anteriores de manutenção da paz da ONU para lidar com a MINUSCA no país.
Em 17 de dezembro de 2021, o Departamento do Tesouro dos Estados Unidos afirmou em comunicado que estava confiscando todos os bens de Ali Darassa nos Estados Unidos e criminalizando as transações com ele "por graves abusos dos direitos humanos", decorrentes de sua liderança na UPC. 